# 塔翁莱孚日
塔翁莱孚日（法語：Thaon-les-Vosges，法語發音：[taɔ̃ le voʒ]），法国东北部城市，大东部大区孚日省的一个市镇，隶属于埃皮纳勒区，其市镇面积为38.27平方公里，2022年1月1日时人口数量为8,433人，是该省人口第四多的城市，在法国市镇中排名第1,241位（2021年）。
塔翁莱孚日位于孚日省中北部，摩泽尔河畔，是埃皮纳勒的一个北郊卫星城，近现代因当地的印染厂而闻名。

## 地名来源
2016-2021年间，该市镇曾名为“卡帕沃尼尔孚日”（Capavenir Vosges），2022年起恢复“塔翁莱孚日”一名。
根据法国地名学家阿尔贝·多扎的论述，“Thaon”一名可能出自日耳曼人名“Tato”，其生平尚有待考证；“-les-Vosges”这一后缀自1890年起成为当地官方名称的一部分。

## 历史

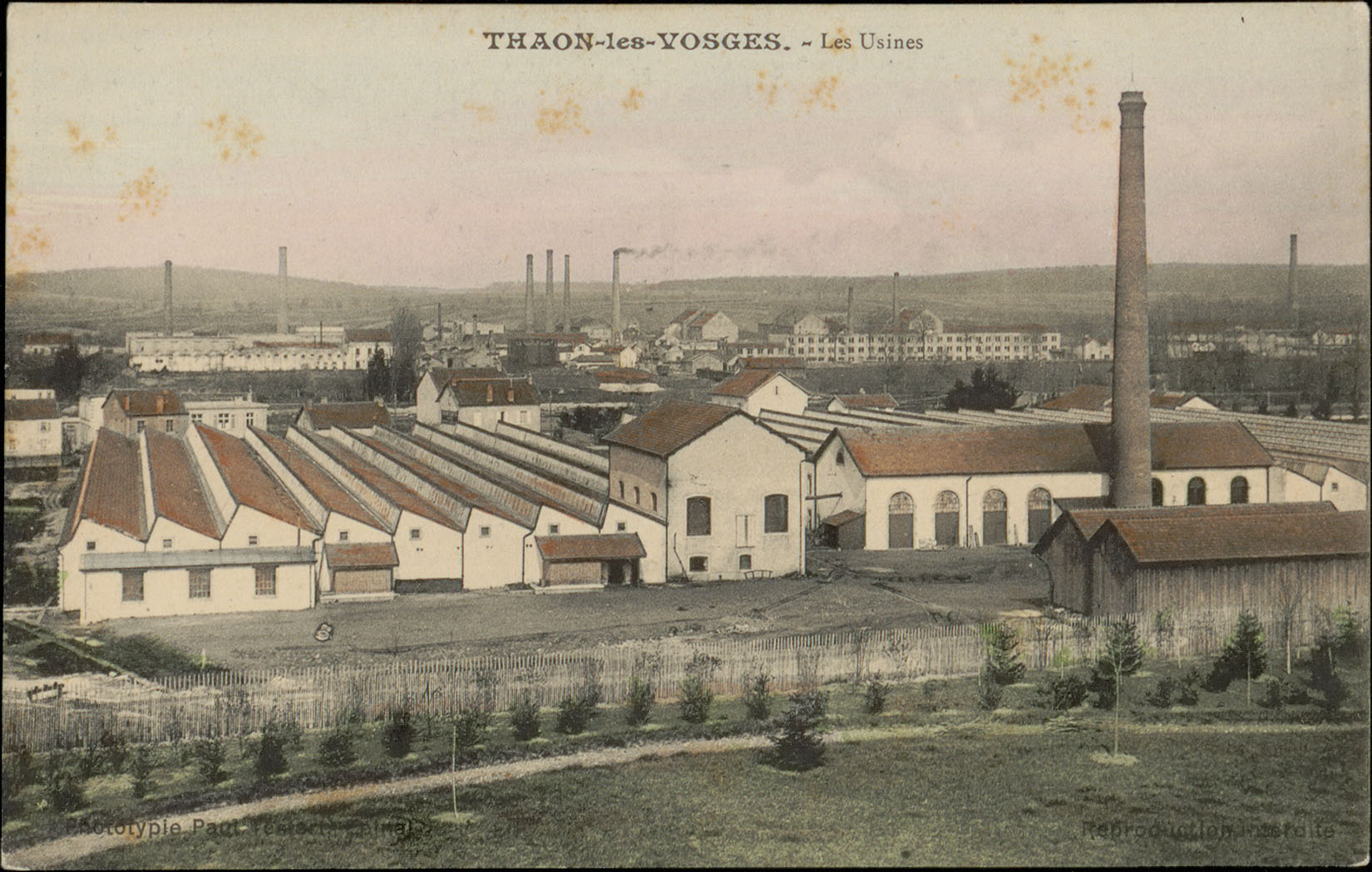
十九世纪末的塔翁印染厂

塔翁莱孚日的早期历史尚不清楚。根据当地历史学家康斯坦·奥利维耶的论述，塔翁莱孚日可能建城于中世纪中期，彼时该地为梅斯主教的一处领地。宗教战争期间，新教徒曾占领塔翁并在此修建教堂。1777年，塔翁被划入圣迪耶主教区。法国大革命后，塔翁成为孚日省的一个市镇。工业革命期间，途经塔翁的布兰维尔-达姆勒维耶尔—吕尔铁路建成通车。1872年，阿尔萨斯克什兰家族创建塔翁印染厂，此后塔翁成为孚日省的一个工业中心，当地人口数量快速增加，厂区内的教堂于1909年建成。2003年，塔翁印染厂关闭。2016年，市镇翁库尔和日尔蒙与原塔翁莱孚日合并为“卡帕沃尼尔孚日”，后于2022年恢复原名。

## 地理

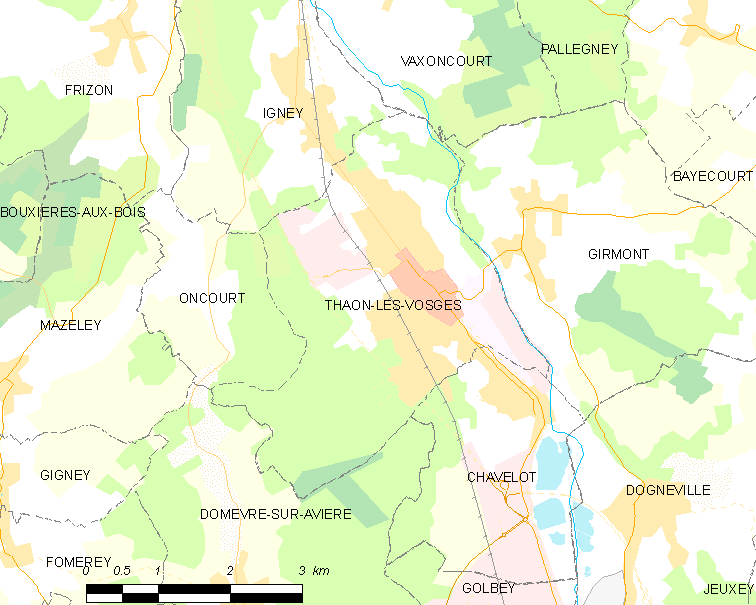
塔翁莱孚日市镇范围地图

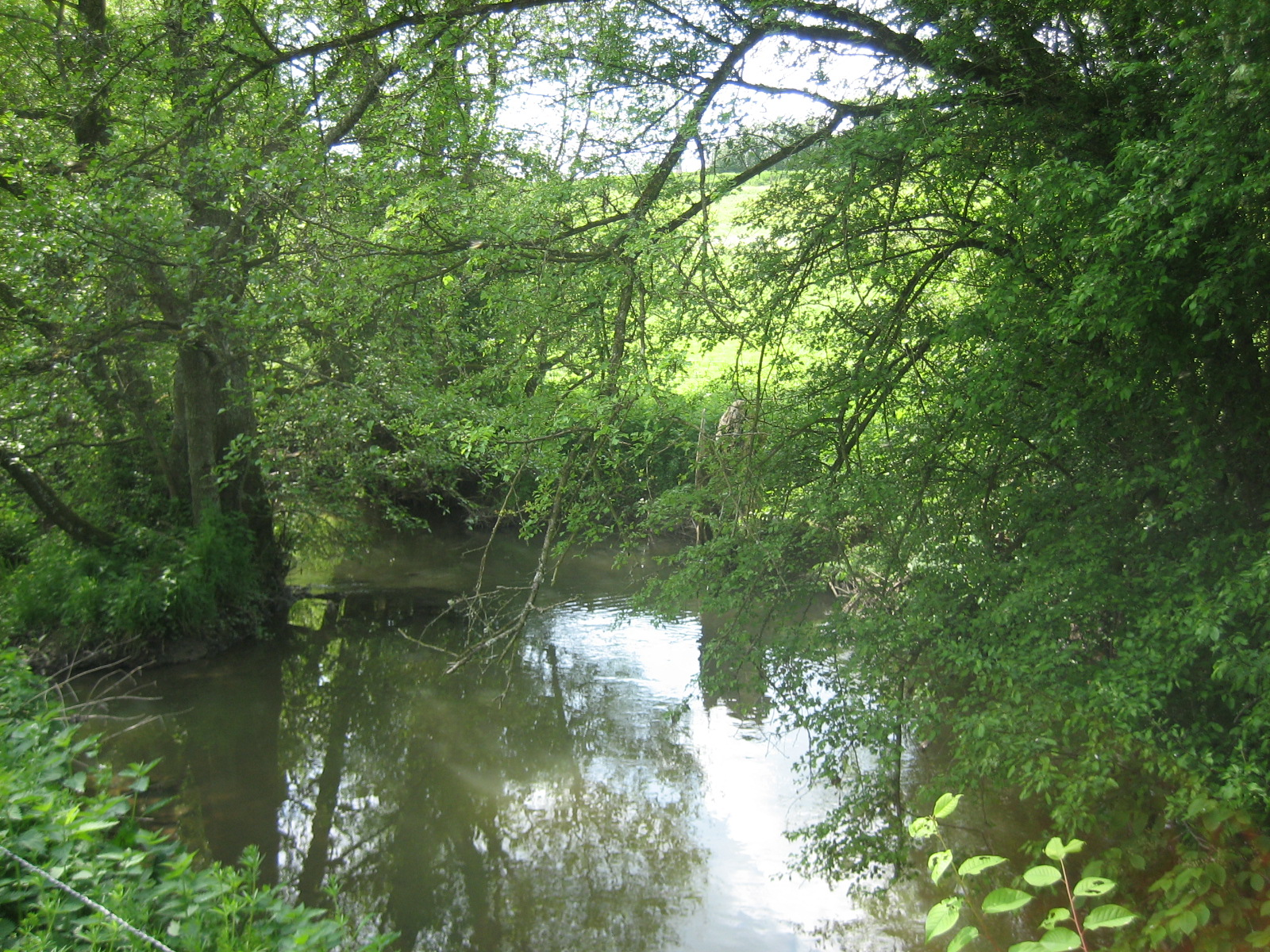
阿维耶尔河翁库尔段

塔翁莱孚日位于法国东北部，大东部大区东部和孚日省中北部，距离省会埃皮纳勒大约11公里。与塔翁莱孚日接壤的市镇包括：拜库尔、沙沃洛、迪尼翁维尔、阿维耶尔河畔多梅夫尔、迪尔比永河畔多梅夫尔、多涅维尔、弗里宗、伊涅、马兹莱、帕勒涅和瓦克松库尔。

### 地形
塔翁莱孚日位于摩泽尔上游，洛林高原南部延伸地带腹地，境内以平原和浅丘为主，市镇中心地势较为平坦，东西两侧为丘陵，全境海拔在296到377米之间。

### 水文
摩泽尔河自南向北流经塔翁莱孚日镇中心，其右岸支流圣阿德里安河（Le Saint-Adrian）在此与其交汇，人工开凿的孚日运河在摩泽尔河左岸与之平行，此外还有阿维耶尔河自西南向北流经市镇范围西部。

### 植被
塔翁莱孚日属于温带阔叶混交林区，林地多分布于河流附近及坡地地带，市镇东侧为Chénal树林，西侧为苏什-塔翁市属森林（Forêt Domaniale de Souche-Thaon），镇中心东侧的调车盘公园（Parc de la Rotonde）是当地的一处城市绿地。
在鲜花城市的评比中，塔翁莱孚日被评为3星级鲜花城市。

### 气候
塔翁莱孚日在柯本气候分类法中属于温带海洋性气候（Cfb）。

## 行政区划
塔翁莱孚日的市镇编号为88465，邮政编号为88150。
在行政管理方面，塔翁莱孚日隶属于法国大东部大区孚日省埃皮纳勒区；在地方选举方面，塔翁莱孚日隶属于戈尔贝县，其市镇范围全境被划入孚日省第一选区；在社会管理方面，塔翁莱孚日是埃皮纳勒城市圈公共社区的组成部分。
截至2024年12月，塔翁莱孚日市镇范围内暂无任何城市敏感街区及城市政策优先街区。
法国国家统计与经济研究所（简称“INSEE”）在进行数据统计时，将塔翁莱孚日及相邻的另外11个市镇设为埃皮纳勒城市核心区，并将包括核心区在内的周边共72个市镇划为埃皮纳勒城市区。自2020年起，埃皮纳勒城市区被包含118个市镇的埃皮纳勒城市辐射区代替。此外，INSEE还将塔翁莱孚日市镇整体看作一个“块区”（IRIS），以便于统计人口分布情况。

## 交通

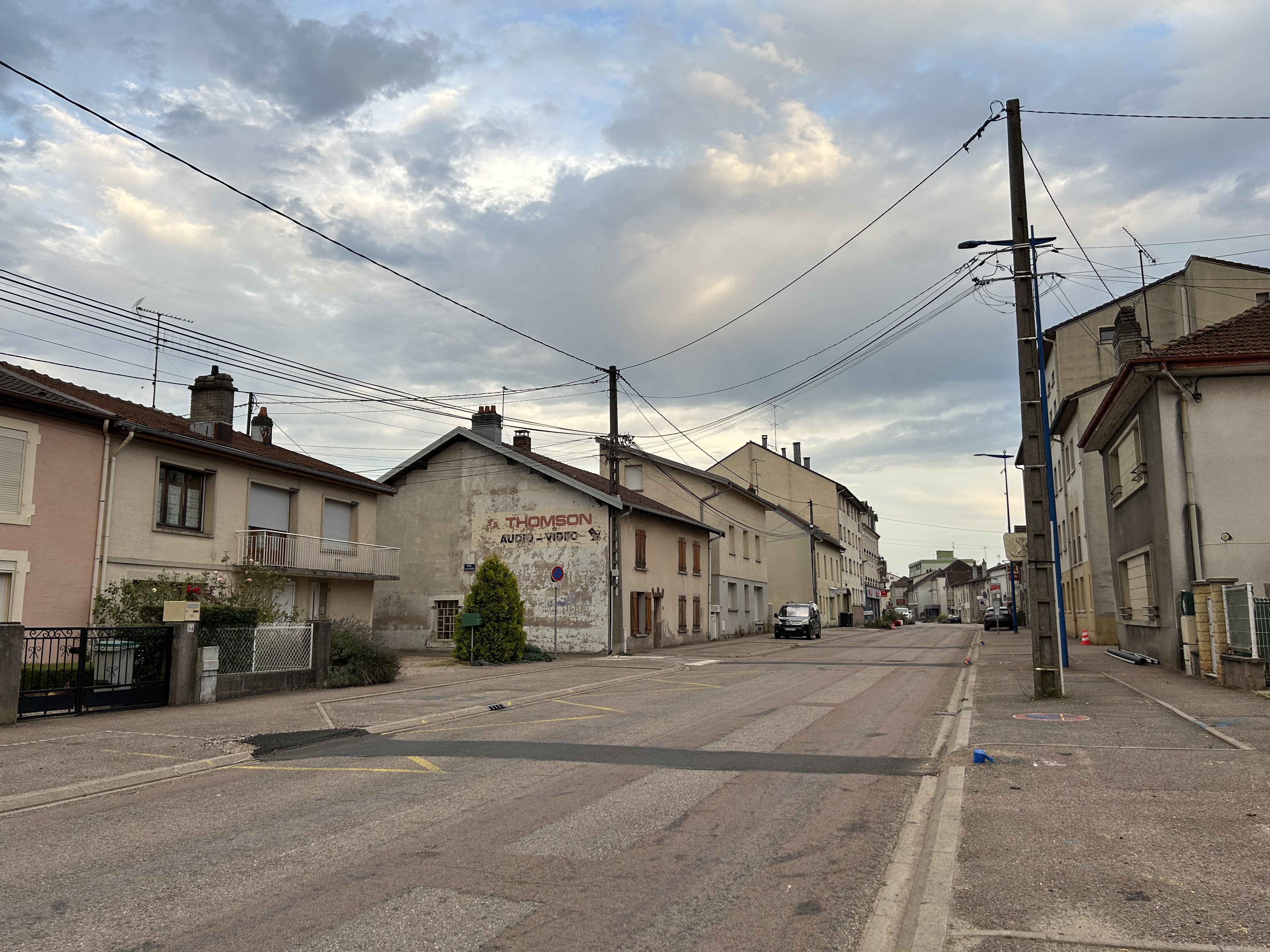
经过塔翁莱孚日镇中心的省道D157线

### 公路
法国国道N57线经过塔翁莱孚日市镇西侧并设有出入口连接市区，另有孚日省省道D12线、D41线、D62线和D157线在塔翁莱孚日境内交汇。
2021年，75.8%的塔翁莱孚日家庭拥有至少一辆私人汽车。2023年，塔翁莱孚日境内共发生各类交通事故1起，造成1人遇难，1人受伤。
|  | 46 |

| 埃皮纳勒 | 12 |

| 戈尔贝 | 7 |

| 沙尔姆 | 19 |

### 铁路
塔翁莱孚日位于布兰维尔-达姆勒维耶尔—吕尔铁路上。塔翁站位于塔翁莱孚日市区西部，停靠往返于南锡和勒米尔蒙一线的区域列车。

### 航空
塔翁莱孚日距离梅斯-南锡-洛林机场的公路里程大约105公里。

### 城市公共交通
塔翁莱孚日是埃皮纳勒城市公共交通（商业名称为“Imagine”）的服务覆盖范围。截至2024年12月，该系统共包括10条公交线路，其中公交8路是塔翁莱孚日的市区环线。

## 政治

### 市政内阁

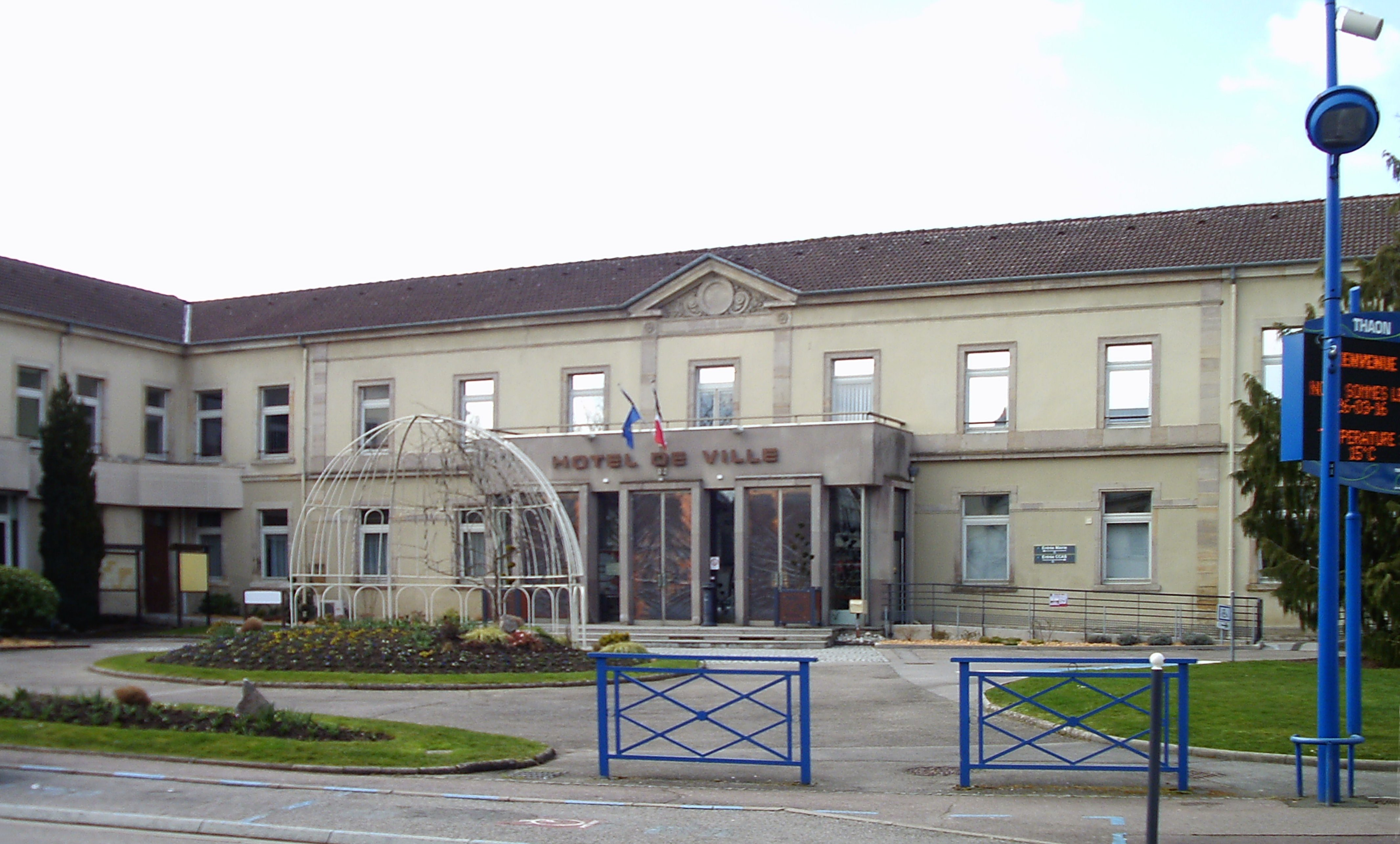
塔翁莱孚日市政厅

塔翁莱孚日的现任市长为塞德里克·阿克赛尔先生（Cédric HAXAIRE），他是一名中间派，在2020年的市政选举中获得了54.48%的支持率。
在2022年的法国总统大选的第二轮选举中，法国极右翼政党国民阵线主席玛丽娜·勒庞在塔翁莱孚日获得了55.94%的支持率。

## 人口
2021年，塔翁莱孚日市镇人口数量为8,513，在法国排名第1,241位。其中男性4,019人，女性4,494人，75岁及以上人口占8.9%，外籍人口数量为134人，人口密度为728人/平方公里，当地居民被称为（男性）或（女性）。2022年，塔翁莱孚日境内出生82人，死亡人口93人。
| 塔翁莱孚日1901年－2021年人口变化情况 |
|                                      |
| 数据来源：Cassini、INSEE             |

## 经济
截至2024年12月，塔翁莱孚日市镇范围内共有各类用人单位（包含自雇）1,086家，平均历史为17年，其中97.82%为中小型企业（PME），2024年10月至12月间，当地的经济活力指数为0。（水泵制造）、（房梁工程）及（城际物流）是当地2022年已公布营业额最高的三个企业，分别为87,257,806欧元、17,609,532欧元和12,184,949欧元。

## 财政与居民收入
2023年，塔翁莱孚日的财政收入总额为9,976,250欧元，财政支出总额为8,300,220欧元，当年的债务总额为6,186,920欧元。2023年，塔翁莱孚日市镇通过增值税获得1,117,560欧元的收入，此外当地还共获得了285,460欧元的国家直接财政补助。
| 塔翁莱孚日居民收入情况                           | 塔翁莱孚日居民收入情况 | 塔翁莱孚日居民收入情况 | 塔翁莱孚日居民收入情况 |
| 内容                                             | 塔翁莱孚日             | 法国                   | 统计年份               |
| ------------------------------------------------ | ---------------------- | ---------------------- | ---------------------- |
| 征税家庭总数                                     | 4,173                  | 1,081（法国市镇平均）  | 2022年                 |
| 居民平均月收入                                   | 2,246欧元              | 2,435欧元              | 2022年                 |
| 高级职员人均月收入                               | 3,962欧元              | 4,331欧元              | 2021年                 |
| 中级职员人均月收入                               | 2,440欧元              | 2,470欧元              | 2021年                 |
| 普通职员人均月收入                               | 3,856欧元              | 1,801欧元              | 2021年                 |
| 贫困率                                           | 15%                    | 14.5%                  | 2020年                 |
| 青壮年（15至64岁）失业率                         | 15.4%                  | 7.4%                   | 2020年                 |
| 征税家庭数量占比                                 | 40.1%                  | 45.5%                  | 2020年                 |
| 家庭年均纳税                                     | 2,509欧元              | 4,393欧元              | 2022年                 |
| 资料来源：INSEE、L'Internaute、Le Journal du Net |                        |                        |                        |

## 社会事务

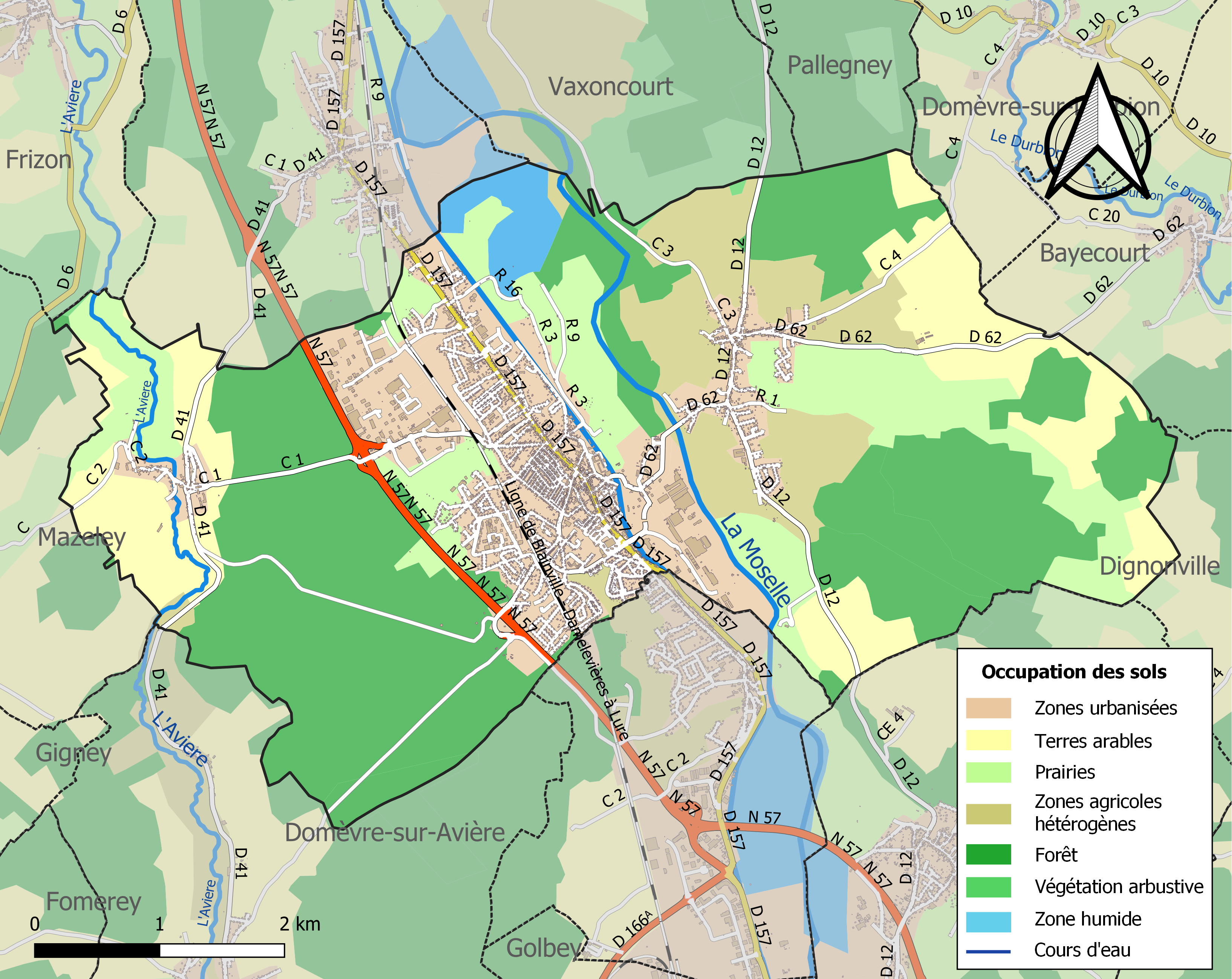
塔翁莱孚日土地利用情况地图

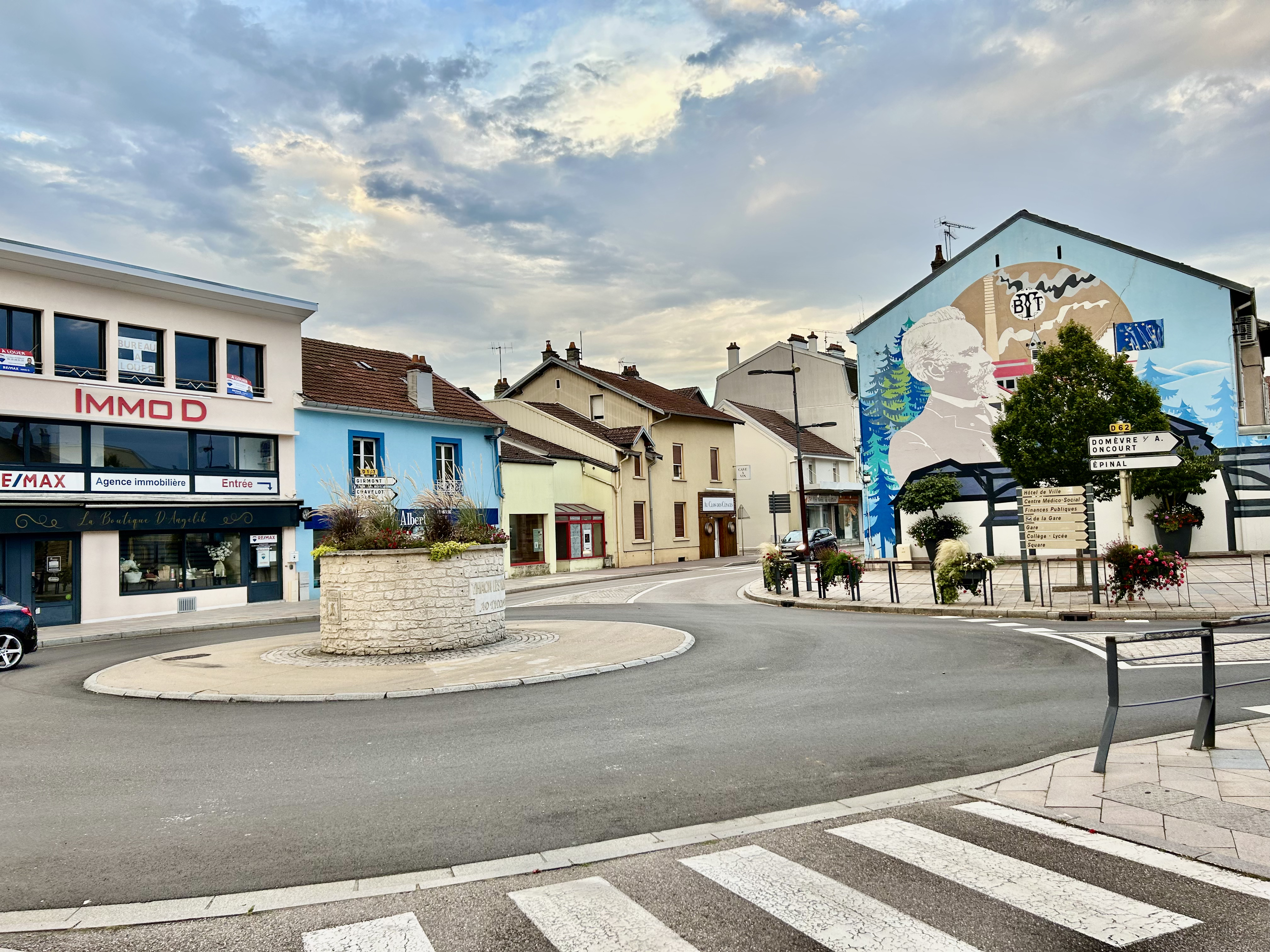
阿尔萨斯环岛

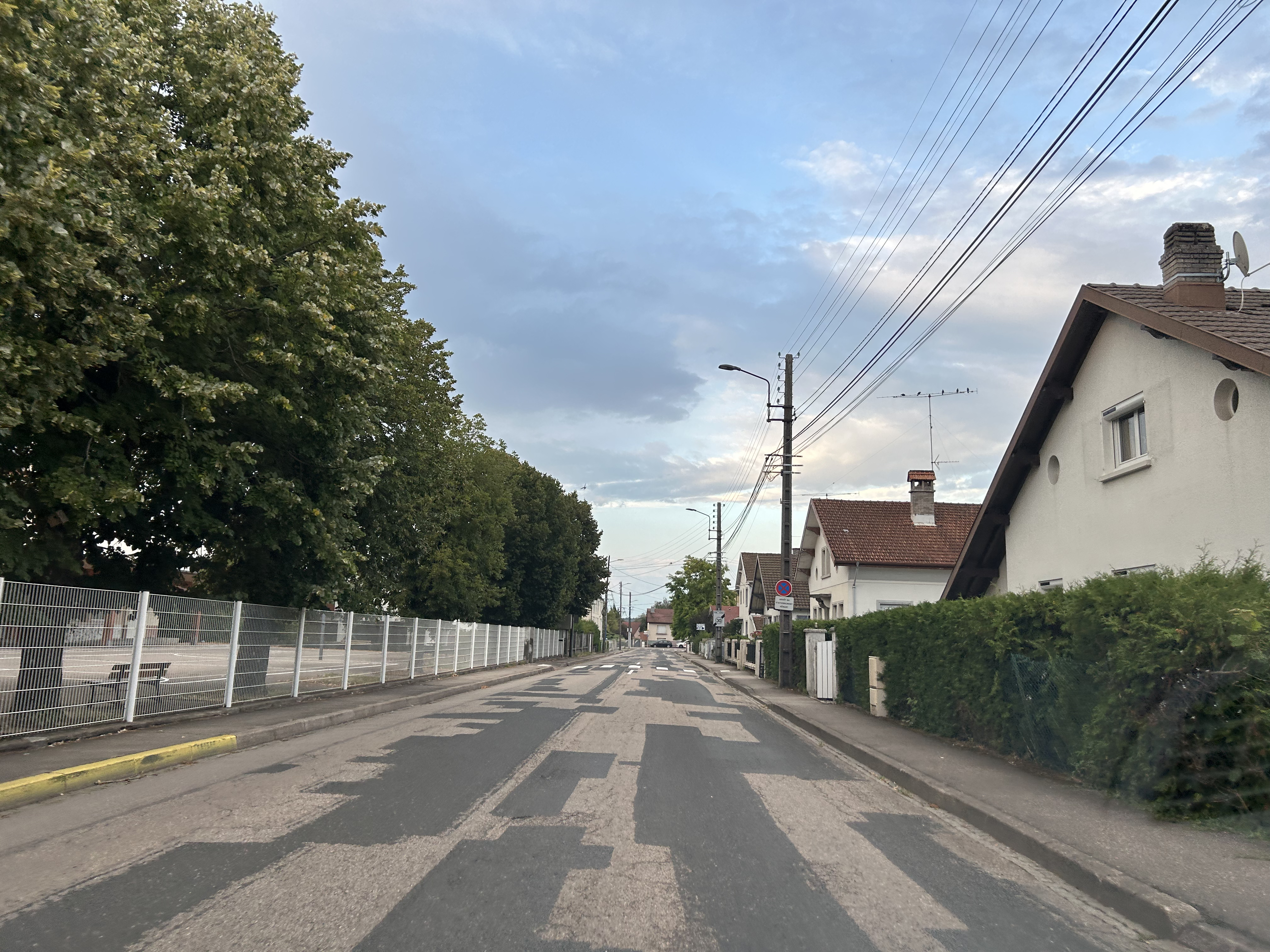
第二装甲师街

### 教育
塔翁莱孚日属于南锡-梅斯学区。截至2023年1月1日，塔翁莱孚日境内共有1所幼儿园、3所小学、1所初级中学和1所职业高中。2022至2023学年度，塔翁莱孚日境内共有在校中等教育阶段学生556名。

### 医疗
截至2023年1月1日，塔翁莱孚日境内共有全科医生6名、保健师4名、牙医4名、护士9名、助产士1名、药房3家、养老院2家、残疾人帮扶中心1家。
距离塔翁莱孚日最近的区域性医疗机构为埃皮纳勒中心医院，其全名为“埃皮纳勒埃米尔·涂尔干中心医院”（Centre Hospitalier Émile Durkheim d'Epinal），其主病区埃皮纳勒新医院（Nouvel Hôpital d'Epinal）位于埃皮纳勒市区东部，距离塔翁莱孚日市区的正常车程大约分钟，该院设有床位708个，是孚日省规模最大的公立综合性医院。

### 住房
2021年，塔翁莱孚日境内共有各类住房4,682套，其中55.0%为独立式住宅，44.3%为集中式住宅。常住房屋占塔翁莱孚日市镇范围内居民建筑总量的89.3%。
在住房保障政策方面，2023年，塔翁莱孚日境内共有1,935户家庭获得了家庭津贴补助，受益人数占总人口数量的22.7%，其中815份为房租补助。

### 商业
2021年，塔翁莱孚日境内共有各类实体商铺160家，其中餐厅15家、大型超市3家、杂货店2家、面包房7家、肉铺2家、装饰品店1家、银行门店6家、美容美发店16家、汽车维修店9家。塔翁莱孚日镇中心建有一家Lidl和Match超市，市区北部建有Super U和Aldi商场。

### 体育
2023年，塔翁莱孚日境内共有1家游泳池、3间体育馆、3座综合体育场、2处网球场、5处足球或橄榄球场以及2处篮球或排球场。
截至2024年12月，塔翁莱孚日境内共有两家注册足球俱乐部。塔翁合作体育会（编号500300）是当地的代表性足球队，成立于1920年，其主队2024至2025赛季参加法国全国丙组联赛（法国第五级别），其主场为罗贝尔·萨耶球场（Stade Robert Sayer）。

### 环境
塔翁莱孚日的环境事务由其所属的埃皮纳勒城市圈公共社区联合各级政府协调负责。2021年，塔翁莱孚日境内共有2家污染企业。

### 治安
2021年，塔翁莱孚日市镇范围内有1处宪兵队。
2023年，塔翁莱孚日市镇范围内累计记录各类案件348起，其中盗窃类案件115起，人身侵犯类案件116起，毒品交易类案件46起。

## 文化

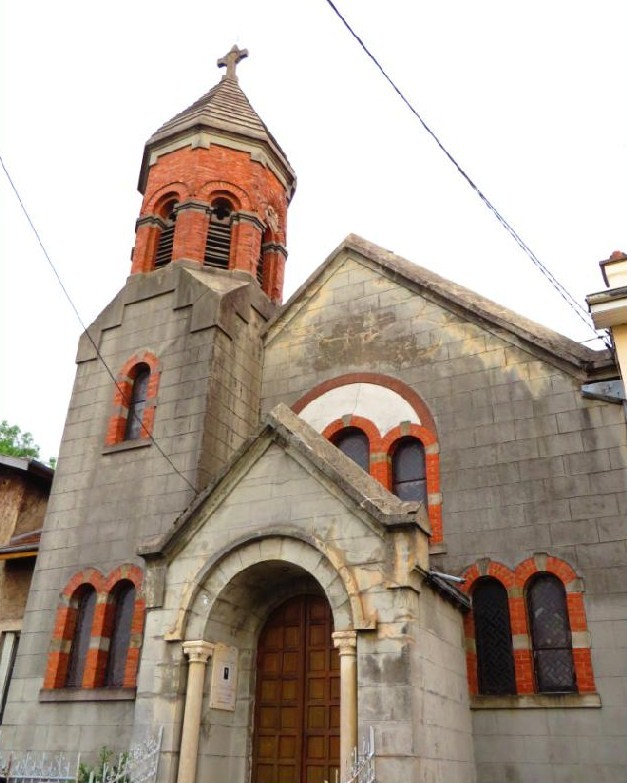
隐士圣母小教堂

2023年，塔翁莱孚日境内共有1家剧场。塔翁莱孚日境内建有市际多媒体中心（Médiathèque intercommunale de Thaon-les-Vosges），每周二至六向公众开放。

### 建筑
塔翁莱孚日境内有多处历史建筑，其中日尔蒙圣母诞辰教堂（Église de la Nativité-de-Notre-Dame de Girmont）为法国国家文物保护单位，镇中心的圣布里斯教堂（Église Saint-Brice de Thaon-les-Vosges）、隐士圣母小教堂（Chapelle Notre-Dame-des-Ermites de Thaon-les-Vosges）等是当地的地标性建筑物。

### 旅游
塔翁莱孚日的旅游事务由其所属的埃皮纳勒城市圈公共社区联合各级政府协调负责。2024年，塔翁莱孚日境内暂无任何文化设施。

### 媒体
法国主要的媒体均可在塔翁莱孚日接收，法国电视三台下属的大东部大区频道在部分时段播出塔翁莱孚日所在孚日省的地方新闻。孚日电视台（Vosges TV）、蓝色法兰西南洛林广播、《孚日早报》、《百分百孚日》等为当地的主要地方性媒体。

## 友好城市
截至2024年12月，塔翁莱孚日共与一座城市建立了友好城市关系：
- 德国 阿尔策瑙